# Campiglossa steyskali
Campiglossa steyskali
 es una especie de insecto díptero del género Campiglossa de la familia Tephritidae. Gottfried Novak la describió científicamente por primera vez en el año 1974.
Se encuentra en el oeste de Norteamérica, en zonas elevadas.